# The Wild Pair
The Wild Pair, deren echte Namen Bruce DeShazer und Marv Gunn sind, waren ein Gesangsduo und Synchronsprecher, die vor allem für ihr 1989er Hit-Duett mit Paula Abdul, Opposites Attract, bekannt waren. Sie lieferten auch Hintergrundgesang bei ihren anderen Hits, Forever Your Girl und (It’s Just) The Way That You Love Me.
Opposites Attract war ein internationaler Hit. In den USA erreichte der Song Platz 1 der Billboard Hot 100. Der Song war auf drei von Abduls Alben vertreten, Forever Your Girl, Shut Up and Dance: Mixes, und dem 2000 erschienenen Greatest Hits.
Opposites Attract war nicht der einzige Hit des Duos. 1992 veröffentlichte die Sängerin Stacy Earl ihre Single Romeo & Juliet, die ein Duett mit The Wild Pair war. Der Song erreichte die Top 40 der Billboard Hot 100 Charts.
DeShazer (auch bekannt als Tony Christian) und Gunn waren zuvor Mitglieder der Band Mazarati gewesen, die Schützlinge von Prince und Brownmark waren.